# Maravat
Maravat ist eine französische Gemeinde mit 46 Einwohnern (Stand 1. Januar 2022) im Département Gers in der Region Okzitanien. Sie gehört zum Kanton Gimone-Arrats und zum Arrondissement Condom. 

## Lage
Sie ist umgeben von folgenden Nachbargemeinden:
| Taybosc     | Saint-Brès                                  | Sainte-Gemme |
|             | Kompassrose, die auf Nachbargemeinden zeigt | Sérempuy     |
| Puycasquier |                                             | Mansempuy    |

## Bevölkerungsentwicklung
| Jahr                      | 1962 | 1968 | 1975 | 1982 | 1990 | 1999 | 2008 | 2016 |
| ------------------------- | ---- | ---- | ---- | ---- | ---- | ---- | ---- | ---- |
| Einwohner                 | 87   | 73   | 50   | 42   | 47   | 49   | 43   | 44   |
| Quelle: Cassini und INSEE |      |      |      |      |      |      |      |      |